# 周潔瓊
周洁琼（： Joo Gyeŏl Gyeŏng / Chŏu Chech'ung；1998年12月16日—），中國女歌手、演員。曾為韓國女子團體PRISTIN和限定女團I.O.I中唯一的中國成員，擅長舞蹈及樂器演奏；現於中國作為演員開展活動。

## 經歷

### 出道前
周潔瓊出生於中國浙江省台州市天台縣，因升學舉家遷居上海。家中有爸爸、媽媽、妹妹和弟弟。小學四年級考入上海音樂學院附小，中學就讀於上海音樂學院附屬中等音樂專科學校民樂系琵琶專業（簡稱上音附中），畢業於首爾公演藝術高中戲劇電影科。
在練習生時期中，就讀國中時以旅居身份利用寒暑假來回中韓兩國進行練習。國中畢業後長期居住在韓國並就讀首爾公演藝術高中。
她有6年時間作為Pledis娛樂旗下女藝人練習生，2009年在上海音樂學院附小校門口被Pledis娛樂星探相中。2010年6月正式成為練習生。2016年參加選秀節目《PRODUCE 101》，最終排名第六，成為I.O.I的成員之一。

### 出道前：PRODUCE 101
2015年12月，周潔瓊以Pledis娛樂練習生的身份參演了Mnet製作的選拔女團成員節目《PRODUCE 101》，由觀眾經過網絡及短訊投票投出排名前11名的練習生，而最後一集中排名前11名的練習生將以YMC Entertainment旗下藝人的身份進行為期一年的活動。在節目尚未正式播出前，101位練習生以歌曲〈Pick Me〉出演了Mnet音樂節目《M! Countdown》，引起廣泛關注。
2016年1月22日，《PRODUCE 101》正式播放第一集，周潔瓊及其他100位參選練習生也正式公開。在首輪分級任務中，周潔瓊和其他六位同樣來自Pledis娛樂的練習生——林娜榮、金珉炅、姜京元、鄭銀雨、姜藝彬、朴施妍表演同公司前輩After School的〈Bang!〉，周潔瓊在實力評核取得最佳的A級並於該集的國民投票中獲得第三名。周潔瓊在練習生間也得到很高的評價，是練習生票選出的美貌第一名及最想一起出道的第一名。
周潔瓊自首集起排名一直位於上位圈，但在第三輪順位發表時排名大幅下滑至19名。這讓周潔瓊認為自己無緣成為限定女團的一員，於最後一集排名回歸上位圈，以218,338票排名第六，成為女子組合「I.O.I」出道11名成員中的一員。

### 出道後：限定團體I.O.I
2016年5月4日，周潔瓊作為I.O.I成員正式出道，在5月5日通過Mnet音樂節目《M! Countdown》帶來首個正式出道舞台，演唱主打歌曲《Dream Girls》及《Knock Knock Knock》
6月，YMC宣布周潔瓊是七人小分隊的成員，小分隊並沿用團名I.O.I，不會另取新名。小分隊於八月發表兩首新曲，正式展開活動。在小分隊〈WHATTA MAN〉中，周潔瓊承担起主唱的重任，I.O.I也憑此曲獲得多個一位。
10月，I.O.I以完全體發表第二張迷你專輯。
2017年1月29日，I.O.I正式解散。

### I.O.I解散後至2019年5月：以PRISTIN出道
2017年3月21日，周潔瓊作為PRISTIN成員正式出道。於PRISTIN成員簡歷照及藝名，潔瓊使用韓文發音"Kyŏlgyŏng" (결경)。
同年6月，周潔瓊以實習生加入MBC節目《哥哥的想法》，9月以固定嘉賓加入中國穿搭綜藝《瘋狂衣櫥》。
2017年12月29日，榮獲「2017 TC Candler The Most 100 Beautiful faces」第99位。
2018年1月19日，擔任愛奇藝製作的選秀綜藝節目《偶像練習生》舞蹈老師。3月，成為化妝品品牌《Avajar》模特兒。5月，成為小分隊PRISTIN V的成員。
2018年9月6日，在中國SOLO出道。
2019年5月24日，Pledis娱乐宣布组合PRISTIN解散，但她決定留在Pledis娛樂，繼續以個人藝人身分活動。
2019年9月，由于合作过程中发生很多严重的问题和对职业生涯发展的深思熟虑，周洁琼已于2019年9月10日正式通过律师向PLEDIS ENTERTAINMENT Co., Ltd.以及星灿盛世（北京）文化传媒有限公司以书面形式提出终止艺人经纪合約。
2020年3月25日，PLEDIS Entertainment透過法律代表發布聲明，表示周潔瓊單方面提出解約通知後便獨自在中國展開活動，韓國方面決定對她提出「專屬合約效力確認訴訟」，中國方面也已提出請求履行合約與賠償損害的訴訟。

### 2019下半年至今，回國發展
與Pledis娛樂訴訟結束後，回到中國演戲、參與節目等。

## 音樂作品

### 數位單曲
| 單曲# | 單曲資料                                      | 曲目   |
| 1st   | 《Why》 - 發行日期：2018年9月6日 - 語言：國語 | 1. Why |

### OST
| 年份   | 歌曲名稱           | 影視名稱                     | 合作藝人        |
| 2018年 | 《交給哥哥吧》     | 《哥哥別鬧啦》               |                 |
| 2018年 | 《Hi室友》         | 《Hi室友》                   | Hi室友 成员     |
| 2018年 | 《為你寫詩》       | 《為你寫詩》                 | 汪蘇瀧          |
| 2019年 | 《看你看我》       | 《喜歡你，我也是》           | 王子异          |
| 2020年 | 《小竊喜》         | 《大唐女法醫》               |                 |
| 2020年 | 《天籁》           | 《大唐女法醫》               |                 |
| 2021年 | 《再次和我起舞吧》 | 《阳光姐妹淘》               | 阳光姐妹淘 演员 |
| 2021年 | 《VVS》            | 《爆裂舞台》                 | 爆裂舞台 成员   |
| 2021年 | 《Forever Young》  | 《闪光的乐队》               | 闪光的乐队 成员 |
| 2022年 | 《心贴近》         | 《影帝的公主》               |                 |
| 2022年 | 《你在左，心在右》 | 《喜欢你我也是》第三季主题曲 | 秦霄贤          |

## 共同創作作品
| 發佈日期       | 歌曲名稱    | 收錄專輯              | 歌手     | 性質 | 性質 |
| 發佈日期       | 歌曲名稱    | 收錄專輯              | 歌手     | 作詞 | 作曲 |
| 2017年1月20日  | 線          | Time Slip演唱會表演曲 | I.O.I    |      |      |
| 2017年3月21日  | Over n Over | 《HI! PRISTIN》       | PRISTIN  |      |      |
| 2017年11月29日 | Glass Shoes | 出道先行曲            | fromis_9 |      |      |

## 影視作品
只列出周潔瓊個人影視作品，更多資訊請參考I.O.I影視作品列表和PRISTIN。

### 電視劇
| 首播年份 | 剧名               | 角色     | 備註                       |
| 2020年   | 《大唐女法醫》     | 冉顏     | 網路劇                     |
| 2020年   | 《有翡》           | 李妍     |                            |
| 2021年   | 《约定》           | 李曉榮   | 網路劇，單元《约定之往GO》 |
| 2022年   | 《影帝的公主》     | 明薇     | 網路劇                     |
| 2024年   | 《他们的奇妙时光》 | 宋灵灵   | 網路劇                     |
| 2024年   | 《小巷人家》       | 吴姗姗   |                            |
| 2024年   | 《蜀锦人家》       | 宁黛     |                            |
| 2025年   | 《淮水竹亭》       | 翠玉鸣鸾 | 網路劇                     |
| 2025年   | 《临江仙》         | 曲星蛮   | 網路劇                     |
| 2025年   | 《明月入卿怀》     | 杨望月   | 網路劇，2021年拍攝         |
| 待播     | 《山河枕》         | 楚锦     |                            |
| 待播     | 《四十七》         |          | 網路劇                     |
| 待播     | 《楚乔：冰湖重生》 |          | 客串                       |

### 电影
| 上映年份 | 片名           | 角色   | 備註 |
| 2021年   | 《阳光姐妹淘》 | 李幽然 |      |

### 音樂錄影帶
| 年份   | 日期     | MV              | 歌手                 | 合作藝人                                                               | 備註                                |
| 2014年 | 8月17日  | My Copycat      | Orange Caramel       | 林娜榮、金珉炅、姜京元、鄭銀雨、姜睿彬、裴成嬿、朴施妍（PLEDIS Girlz） | 以Pledis娛樂練習生身份參與錄制      |
| 2015年 | 9月10日  | Mansae          | SEVENTEEN            | 鄭銀雨、姜睿彬（PLEDIS Girlz）                                         | 以Pledis娛樂練習生身份參與錄制      |
| 2015年 | 12月17日 | PICK ME         | PRODUCE 101          | 不適用                                                                 | 以參演PRODUCE 101練習生身份參與錄制 |
| 2016年 | 4月11日  | Crush           | I.O.I                | 不適用                                                                 | 以I.O.I成員身份參與錄制             |
| 2016年 | 12月22日 | Together as One | Hooxi, the Beginning | Ailee、金裕貞等人                                                      | 以I.O.I小分隊成員身份參與錄制       |

### 固定節目
| 年份   | 日期                  | 電視台         | 節目名稱                  | 備註                          |
| 2016年 | 1月22日－4月1日       | Mnet           | 《PRODUCE 101》           | 以218,338票成為第六名成功出道 |
| 2017年 | 6月10日－7月16日      | MBC            | 《哥哥的想法》            | 實習生                        |
| 2017年 | 9月19日－11月28日     | 优酷           | 《瘋狂衣櫥》              | 首次在中國以本名參加綜藝節目  |
| 2018年 | 1月19日－4月6日       | 爱奇艺         | 《偶像練習生》            | 舞蹈導師                      |
| 2018年 | 9月26日－12月12日     | 爱奇艺         | 《Hi室友》                | 固定嘉賓                      |
| 2019年 | 4月11日－6月26日      | 爱奇艺         | 《喜歡你我也是》          | 戀愛推理观察员                |
| 2021年 | 8月5日－10月22日      | 爱奇艺         | 《爆裂舞台》              | 爆裂女孩                      |
| 2021年 | 12月18日－次年3月12日 | 浙江卫视       | 《闪光的乐队》            | 音樂人                        |
| 2022年 | 4月6日－6月22日       | 爱奇艺         | 《喜欢你我也是 (第三季)》 | 唤醒家族成员                  |
| 2022年 | 12月17日－次年3月11日 | 浙江卫视、优酷 | 《无限超越班》            | 無限藝員                      |
| 2023年 | 6月27日－30日         | 搜狐视频       | 《暑与我们的夏天2》       |                               |

### 廣播電台
| 年份   | 日期   | 廣播電台 | 節目名稱           | 备注 |
| 2018年 | 6月5日 | MBC FM4U | 池石鎮的兩點鐘約會 |      |

## 其他演出
更多資訊：I.O.I、PRISTIN

### 演出活動
| 年份   | 日期     | 活動名稱             | 備註                           |
| 2014年 | 12月26日 | 歌謠大祝祭           | 與San E、Raina、林娜榮、鄭銀雨 |
| 2016年 | 1月10日  | KBL NBA全明星賽      | 不適用                         |
| 2016年 | 3月26日  | PRODUCE101游擊演唱會 | 不適用                         |

### 大型公演
| 年份 | 日期    | 公演名稱                      | 舉行地點 | 備註 |
| 2016 | 8月15日 | KOREA FANTASY - K-POP CONCERT |          |      |

### 主要音樂節目演出
| 年份   | 日期     | 頻道 | 節目名稱     | 演唱曲目   | 備註                                                                                    |
| 2014年 | 8月22日  | KBS2 | Music Bank   | My Copycat | 與Orange Caramel、林娜榮、金珉炅、姜京元、鄭銀雨、姜睿彬、裴成嬿、朴施妍 (PLEDIS Girlz) |
| 2015年 | 12月17日 | Mnet | M! Countdown | PICK ME    | 與PRODUCE 101全體練習生                                                                 |

### 其他演出
| 年份   | 日期         | 名稱            | 備註        |
| 2013年 | 6月18日      | SEVENTEEN TV S3 | 與Seventeen |
| 2013年 | LIKE17 SHOW2 |                 | 與Seventeen |

## 獎項與榮譽

### 個人榮譽
| 年份   | 獲獎項目                            |
| 2017年 | - TC Candler全球100張最美面孔第99位 |